# 9828 Antimachos
9828 Antimachos è un asteroide troiano di Giove del campo greco. Scoperto nel 1973, presenta un'orbita caratterizzata da un semiasse maggiore pari a 5,1820580 UA e da un'eccentricità di 0,0846699, inclinata di 3,21379° rispetto all'eclittica.
L'asteroide è dedicato ad Antimaco, guerriero greco che accompagnò Ulisse all'interno del cavallo.